# 巴阿翁德埃斯格瓦
巴阿翁德埃斯格瓦，是西班牙卡斯蒂利亚-莱昂布尔戈斯省的一个市镇。总面积21平方公里，总人口133人（2001年），人口密度6人/平方公里。